# الدوري الياباني لكرة القدم للسيدات 2012
الدوري الياباني لكرة القدم للسيدات 2012 هو موسم من الدوري الياباني لكرة القدم للسيدات. فاز فيه إناك ليونيسا.